# Bernd Franke
Pour les articles homonymes, voir Franke.
Bernd Franke est un footballeur allemand né le 12 février 1948 à Bliesen. 

## Biographie
Il a été de 1971 à 1985 le gardien de but légendaire de l'Eintracht Brunswick et de la Mannschaft.

## Carrière
- 1969-1971 : Fortuna Düsseldorf  Allemagne
- 1971-1985 : Eintracht Braunschweig  Allemagne[1]

## Palmarès
- 7 sélections et 0 but en équipe d'Allemagne entre 1973 et 1982
- Finaliste de la Coupe du monde 1982 avec l'Allemagne